# Agonidae

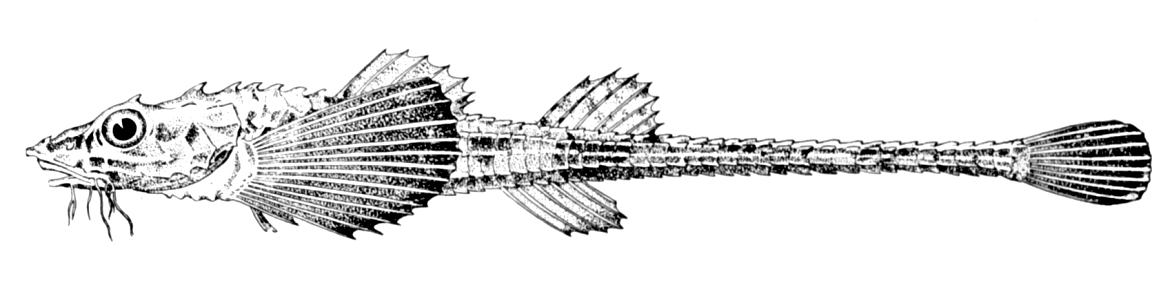
Leptagonus decagonus.

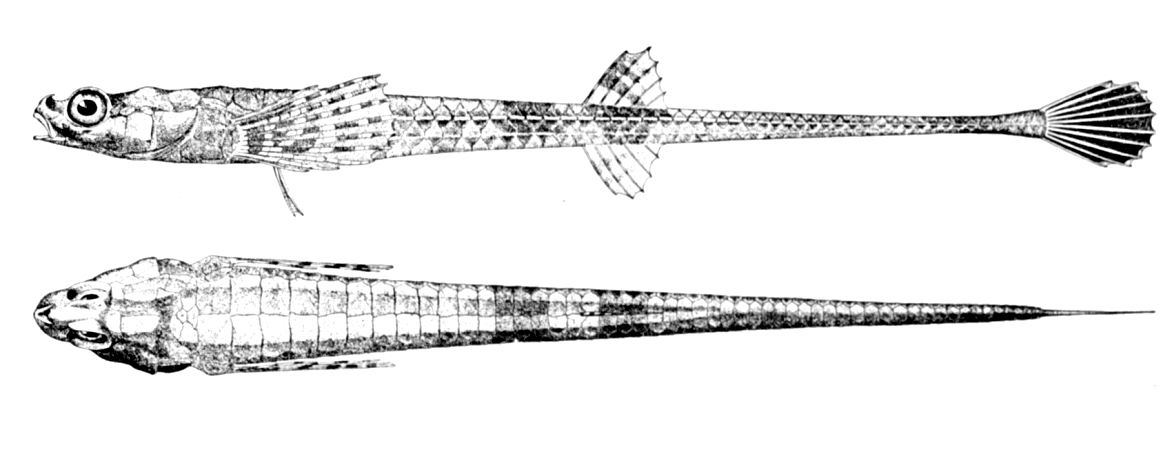
Aspidophoroides monopterygius.

Los bandidos son la familia Agonidae de peces marinos incluida en el orden Scorpaeniformes, que se distribuyen por aguas muy frías: Ártico, norte del Atlántico norte y Pacífico norte, así como por el sur de Sudamérica. Su nombre procede del griego: a (sin) + gone (ascendencia).
Aparecen por primera vez en el registro fósil en el Eoceno inferior, durante el Terciario inferior.
Suelen tener el cuerpo alargado con una longitud máxima de unos 30 cm y recubierto de placas de hueso; no tienen vejiga natatoria, por lo que suelen estar posados en el lecho marino.

## Géneros y especies
Existen 47 especies agrupadas en 22 géneros:
- Subfamilia Hypsagoninae:
  - Género Agonomalus (Guichenot, 1866)
    - Agonomalus jordani (Jordan y Starks, 1904)
    - Agonomalus mozinoi (Wilimovsky y Wilson, 1979)
    - Agonomalus proboscidalis (Valenciennes, 1858)

  - Género Hypsagonus (Gill, 1861)
    - Hypsagonus corniger (Taranetz, 1933)
    - Hypsagonus quadricornis (Cuvier, 1829)

  - Género Percis (Scopoli, 1777)
    - Percis japonica (Pallas, 1769)
    - Percis matsuii (Matsubara, 1936)

- Subfamilia Bathyagoninae:
  - Género Bathyagonus (Gilbert, 1890)
    - Bathyagonus alascanus (Gilbert, 1896)
    - Bathyagonus infraspinatus (Gilbert, 1904)
    - Bathyagonus nigripinnis (Gilbert, 1890)
    - Bathyagonus pentacanthus (Gilbert, 1890)

  - Género Odontopyxis (Lockington, 1880)
    - Odontopyxis trispinosa (Lockington, 1880)

  - Género Xeneretmus (Gilbert en Jordan, 1903)
    - Xeneretmus latifrons (Gilbert, 1890)
    - Xeneretmus leiops (Gilbert, 1915)
    - Xeneretmus ritteri (Gilbert, 1915)
    - Xeneretmus triacanthus (Gilbert, 1890)

- Subfamilia Bothragoninae:
  - Género Bothragonus (Gill en Jordan y Gilbert, 1883)
    - Bothragonus occidentalis (Lindberg, 1950)
    - Bothragonus swanii (Steindachner, 1876)

- Subfamilia Anoplagoninae:
  - Género Anoplagonus (Gill, 1861)
    - Anoplagonus inermis (Günther, 1860)
    - Anoplagonus occidentalis (Lindberg, 1950)

  - Género Aspidophoroides (Lacepède, 1801)
    - Aspidophoroides bartoni (Gilbert, 1896)
    - Aspidophoroides monopterygius (Bloch, 1786)

  - Género Ulcina (Cramer en Jordan y Evermann, 1896)
    - Ulcina olrikii (Lütken, 1876)

- Subfamilia Agoninae:
  - Género Agonopsis (Gill, 1861)
    - Agonopsis asperoculis (Thompson, 1916)
    - Agonopsis chiloensis (Jenyns, 1840) - Acorazado
    - Agonopsis sterletus (Gilbert, 1898)
    - Agonopsis vulsa (Jordan y Gilbert, 1880)

  - Género Agonus (Bloch y Schneider, 1801)
    - Agonus cataphractus (Linnaeus, 1758)

  - Género Freemanichthys (Kanayama, 1991)
    - Freemanichthys thompsoni (Jordan y Gilbert, 1898)

  - Género Leptagonus (Gill, 1861)
    - Leptagonus decagonus (Bloch y Schneider, 1801)

  - Género Podothecus (Gill, 1861 )
    - Podothecus accipenserinus (Tilesius, 1813)
    - Podothecus hamlini (Jordan y Gilbert, 1898)
    - Podothecus sachi (Jordan y Snyder, 1901)
    - Podothecus sturioides (Guichenot, 1869)
    - Podothecus veternus (Jordan y Starks, 1895)

  - Género Sarritor (Cramer en Jordan y Evermann, 1896)
    - Sarritor frenatus (Gilbert, 1896)
    - Sarritor knipowitschi (Lindberg y Andriasev, 1937)
    - Sarritor leptorhynchus (Gilbert, 1896)

- Subfamilia Brachyopsinae:
  - Género Brachyopsis (Gill, 1861)
    - Brachyopsis segaliensis (Tilesius, 1809)

  - Género Chesnonia (Iredale and Whitley, 1969)
    - Chesnonia verrucosa (Lockington, 1880)

  - Género Occella (Jordan y Hubbs, 1925 )
    - Occella dodecaedron (Tilesius, 1813)
    - Occella iburia (Jordan y Starks, 1904)
    - Occella kasawae (Jordan y Hubbs, 1925)
    - Occella kuronumai (Freeman, 1951)

  - Género Pallasina (Cramer en Jordan y Starks, 1895)
    - Pallasina barbata (Steindachner, 1876)

  - Género Stellerina (Cramer en Jordan y Evermann, 1896)
    - Stellerina xyosterna (Jordan y Gilbert, 1880)

  - Género Tilesina (Schmidt en Jordan y Starks, 1904 )
    - Tilesina gibbosa (Schmidt, 1904)